# Waldemar von Zedwitz
Waldemar von Zedwitz (ur. 8 maja 1896 – Berlin, zm. 5 października 1984 – Hawaje) – niemiecki i amerykański brydżysta.
Waldemar von Zedwitz od roku 1932 był prezydentem American Bridge League jednej z organizacji z których w roku 1937 powstała American Contract Bridge League (ACBL). Następnie był Emerytowanym Prezydentem tej organizacji. Był jednym z twórców WBF.

## Wyniki brydżowe

### Zawody światowe
W światowych zawodach zdobył następujące lokaty:
| Mistrzostwa Świata. Konkurencja par | Mistrzostwa Świata. Konkurencja par | Mistrzostwa Świata. Konkurencja par | Mistrzostwa Świata. Konkurencja par | Mistrzostwa Świata. Konkurencja par | Mistrzostwa Świata. Konkurencja par |
| Rok                                 | Miejsce                             | Zawody                              | Kategoria                           | Partner                             | Pozycja                             |
| ----------------------------------- | ----------------------------------- | ----------------------------------- | ----------------------------------- | ----------------------------------- | ----------------------------------- |
| 1970                                | Sztokholm                           | 2. Mistrzostwa Świata               | Miksty                              | Barbara Brier                       | 1                                   |

W Wiosennych Mistrzostwach Ameryki Północnej trzykrotnie zajął pierwsze miejsce (1930, 1932, 1940) i sześciokrotnie drugie (1937, 1938, 1943, 1945, 1946, 1960).

## Klasyfikacja
- Waldemar von Zedwitz – klasyfikacja WBF (ang.)